# Bartender (Manga)
Bartender (jap. バーテンダー) ist eine Manga-Serie von Araki Joh und Kenji Nagatomo, die von 2004 bis 2011 in Japan erschien. Die Geschichte über einen besonders talentierten Barkeeper und dessen illustre Kundschaft wurde mehrfach fortgesetzt und drei Mal für das Fernsehen adaptiert. Die jüngste Umsetzung als Anime von 2024 wurde international als Bartender Glass of God veröffentlicht.

## Inhalt
Der Barkeeper Ryū Sasakura (佐々倉 溜) ist im Tokioter Nachtleben ein Geheimtipp. Im Eden Hall in Ginza, in dem er arbeitet, gäbe es die besten Cocktails und das „Glas of God“, das Glas Gottes, ein für jeden Kunden in seiner Situation genau passendes Getränk. Viele Kunden mit Sorgen suchen ihn daher auf, um am Tresen davon zu erzählen und bei einem Cocktail neuen Mut zu fassen oder eine Lösung für ihr Problem zu finden. Es gibt auch nicht wenige Stammgäste, die die Empathie von Sasakura schätzen und bei ihren regelmäßigen Besuchen neue Bekanntschaften machen. Manche von ihnen versuchen auch, Sasakura abzuwerben. So Miwa Kurushima (来島 美和), eine Mitarbeiterin des Hotel Cardinal und Enkelin dessen Besitzers, die Sasakura gern für die Bar des Hotels gewinnen würde. Auch wenn sie immer wieder an seinen Ansprüchen und seiner verborgenen Vergangenheit scheitert, kehrt sie dennoch gern zurück und genießt die Bar. Nach und nach wird der Werdegang Sasakuras und seine früheren Wegbegleiter bekannt.

## Manga-Veröffentlichungen
Der Manga erschien ab 2004 zunächst in Einzelkapiteln im Magazin Super Jump bei Shūeisha. 2011 wurde die Serie abgeschlossen. Ab Dezember 2004 wurden die Kapitel auch gesammelt in insgesamt 21 Bänden herausgegeben. Ab dem zehnten Band gelangte die Serie regelmäßig in die Manga-Verkaufscharts. Am stärksten verkaufte sich Band 18 mit 69.000 verkauften Exemplaren in den ersten zwei Wochen. Der letzte, 21. Band setzte noch 64.000 Exemplare in zwei Wochen ab. Bei Sharp Point Press erschien der Manga in Taiwan.
Der Hauptserie folgten mehrere Fortsetzungen:
- Bartender à Paris mit Zeichnungen nun von Osamu Kajisa,[4] von Januar 2012 bis Oktober 2013 im Magazin Grand Jump sowie später in sechs Bänden
- Bartender à Tokyo mit Zeichnungen von Osamu Kajisa, von November 2013[5] bis Dezember 2015 im Magazin Grand Jump, danach bis August 2016 im Grand Jump Premium[6] sowie gesammelt in acht Bänden
- Bartender 6stp mit Zeichnungen von Osamu Kajisa, von August 2016 bis Dezember 2018 im Magazin Grand Jump Premium und danach bis Dezember 2019 Grand Jump Mucha sowie später in vier Sammelbänden[7]

## Verfilmungen für das Fernsehen
Eine erste Verfilmung als Anime entstand bei Palm Studio. Regie führte Masaki Watanabe und Hauptautor war Yasuhiro Imagawa. Das Charakterdesign entwarf Hirotaka Kinoshita und die künstlerische Leitung lag bei Shigemi Ikeda. Für die 3D-Animationen war Kenta Ozaki verantwortlich und für die Kameraführung Norio Matsuda. Die Tonarbeiten leitete Satoshi Motoyama. Die elf Folgen mit je 25 Minuten wurden vom 15. Oktober bis 31. Dezember 2006 von Fuji TV in Japan gezeigt. Später kamen englische, koreanische und chinesische Fassungen heraus.
Im Jahr 2011 wurde in Japan eine Umsetzung als Dorama gezeigt. TV Asahi sendete die acht Folgen vom 4. Februar bis 1. April 2011. Die Serie entstand unter der Regie von Osamu Katayama und nach Drehbüchern von Natsuko Takahashi.
Eine zweite Animeserie entstand bei Studio Liber unter der Regie von Ryōichi Kuraya. Die Drehbücher schrieb Mariko Kunisawa und das Charakterdesign wurde von Yōichi Ueda und Yuji Ushijima entworfen. Die künstlerische Leitung lag bei Kenichi Kurata und für die Kameraführung war Motohiro Kunishige verantwortlich. Tonregie führte Jin Aketagawa. Die zwölf Folgen zu je 23 Minuten wurden vom 3. April bis 20. Juni 2024 von TV Tokyo in Japan gezeigt. Parallel dazu wurden sie international von Crunchyroll per Streaming veröffentlicht, unter anderem mit deutschen, englischen, spanischen und französischen Untertiteln.

### Synchronisation
| Rolle            | japanische Stimme (Seiyū) 2006 | japanische Stimme 2024 |
| ---------------- | ------------------------------ | ---------------------- |
| Ryū Sasakura     | Takahiro Mizushima             | Takuma Terashima       |
| Miwa Kurushima   | Ayumi Fujimura                 | Yoshino Nanjō          |
| Erzähler         | Leo Morimoto                   | –                      |
| Ryūichi Kuzuhara | Iemasa Kayumi                  | Naoya Uchida           |

### Musik
Die Musik des ersten Animes komponierte Kaoruko Ohtake. Das Vorspannlied ist Bartender von Natural High featuring Junpei Shiina und für den Abspann verwendete man das Lied Hajimari no Hito von Natural High. Für den zweiten Anime wurde die Musik von Hiroaki Tsutsumi komponiert. Der Vorspann ist unterlegt mit Stardust Memory von Takaya Kawasaki und das Abspannlied ist Spica von Mone Kamishiraishi.